# Почётный солдат
Почётный солдат (также почётный лётчик, почётный матрос, почётный курсант (слушатель), почётный красноармеец, почётный краснофлотец) — почётное воинское звание в Союзе ССР, Российской Федерации, Республике Беларусь и некоторых странах бывшего СССР, которого удостаиваются лица, имеющие особые заслуги перед вооружёнными силами и государством.
В отличие от традиции навечного зачисления в списки личного состава звание почётных солдата, лётчика, матроса, курсант, слушателя, красноармейца и краснофлотца, обычно присваивается при жизни отличившегося.

## Порядок чествования
Для военнослужащих, зачисленных почётными солдатами в списки личного состава, в спальном помещении на видном месте устанавливается кровать, которая постоянно содержится в образцовом состоянии. Над кроватью вывешиваются портрет зачисленного почётным солдатом и описание его подвигов (заслуг).
Фамилии военнослужащих, зачисленных почётными солдатами в списки личного состава, на вечерней поверке называются после произношения фамилий военнослужащих, зачисленных навечно в списки личного состава.

В начале поверки он называет воинские звания, фамилии военнослужащих, зачисленных за совершенные ими подвиги в списки роты навечно или почётными солдатами. При назывании фамилий указанных военнослужащих заместитель командира первого взвода докладывает: «Такой-то (воинское звание и фамилия) пал смертью храбрых в бою за свободу и независимость Отечества» или «Почётный солдат роты (воинское звание и фамилия) находится в запасе».— УВС ВС России
В соответствующих разделах исторического формуляра воинской части
делаются соответствующие записи.
Портреты военнослужащих, зачисленных почётными солдатами в списки личного состава, с описанием их подвигов (заслуг), жизни и деятельности размещаются в комнатах информации и досуга, комнатах Боевой славы, музеях воинских частей и в расположениях подразделений.

## История
Традиция появилась в годы Гражданской войны в Красной армии. Почётные солдаты избирались на общих собраниях личного состава отдельных частей, соединений и кораблей. Первым почётным красноармейцем 19 октября 1919 года на общем собрании полка Красных Коммунаров особого назначения Западного фронта был избран В. И. Ленин.
В 1919 году по приказу Реввоенсовета Республики В. И. Ленин был принят в почётные красноармейцы 1-го отделения 1-го взвода 1-й роты 195-го стрелкового Ейского полка.
Также В. И. Ленин, с февраля 1922 года, является почётным курсантом 1-го пехотного батальона, а с 15 сентября 1923 года — почётным командиром школы имени ВЦИК и именно в ней он состоял на партийном учёте.
И. В. Сталин был почётным красноармейцем 1-й Конной армии и почётным курсантом Чирчикского высшего танкового командно-инженерного училища (с 1925 года).

## Нормативная база
- Приказ министра обороны Российской Федерации от 28 февраля 1996 года № 88 «О зачислении военнослужащих в списки воинских частей (кораблей), военно-учебных заведений навечно и почётными солдатами (матросами), курсантами (слушателями)».  Архивная копия от 14 августа 2014 на Wayback Machine
- Постановление МО республики Беларусь от 29.03.2002 «О порядке зачисления военнослужащих навечно, почётными солдатами или почётными лётчиками Вооружённых сил республики Беларусь»